# Propontis (Marte)
Propontis  è una caratteristica di albedo della superficie di Marte.